# Popular TV
Popular TV es una cadena de televisión en abierto español de difusión autonómica y local, propiedad del Grupo COPE. Fue lanzada en 2003. 

## Historia
El 1 de mayo de 2010, Popular TV fue relanzado como Popular María+Visión después de que Producciones Apóstol Santiago comprara parte de las acciones del canal. Sin embargo, el acuerdo no duró mucho y finalizó en julio de 2010 cuando la Conferencia Episcopal rompió su acuerdo con Emilio Burillo Azcárraga, así que el canal retomó su nombre original.
Debido a la compra del 51% de Trece por parte de la Conferencia Episcopal, esta decidió integrar las emisiones de Popular TV y TRECE antes del verano de 2011 ahorrar en gastos y eliminar programación duplicada en ambas cadenas. En ese entonces, se mantenían en pantalla algunos programas de carácter regional que habían sido emitidas por Popular TV. La mayor parte de la programación era transmitida simultáneamente entre la señal nacional y las autonómicas. Por ende, algunas afiliadas de Popular TV comenzaron a denominarse TRECE.
La emisora en Madrid fue la primera en adoptar la denominación TRECE Madrid a partir del 30 de abril de 2011. Además, el 30 de junio del mismo año, el cableoperador ONO eliminó el canal de su grilla de programación. Así mismo, estuvo disponible en la proveedora satelital Digital+ hasta su eliminación. El 1 de junio de 2017, TRECE Madrid volvió a tomar la denominación de Popular TV Madrid y dejó de retransmitir programación de TRECE, en septiembre de 2017 volvió a emitir la programación de TRECE.

## Programación
La grilla del canal consiste en los noticiarios Informativos y La lupa de las noticias, el programa de actualidad Estamos contigo dirigido por Pilar Cisneros, el bloque de películas Más cine, el programa de análisis de filmes Más cine por favor y Pantalla Grande con un repaso de los estrenos de cine más relevantes. También se emitían dibujos animados y documentales. Una parte de la programación consistía de programas religiosos como Palabra de vida, Santa Misa en directo o retransmisiones religiosas.
Entre 2005 y 2006, se emitió un programa titulado Con la vida en los talones, presentado por Jesús Poveda.
- Parrilla: 
  - 07.00 Peque Popular
  - 09.00 Mundo natural
  - 10.55 Palabra de vida
  - 11.00 Santa Misa
  - 11.35 Adoración eucarística
  - 12.00 Ángelus
  - 12.05 Programación provincial - local
  - 14.00 Telediario provincial - local
  - 14.30 Trece Noticias mediodía
  - 14:50 Programación provincial - local
  - 20.00 Telediario provincial - local
  - 20.30 Trece noticias noche
  - 21.00 Programación provincial - local
  - 00.30 Cine
  - Al término ajuste de programación o repetición de programas o Teletienda.
- Sábados, Domingos y festivos depende en función de transmisiones en directo (programación religiosa, deportiva, musical, manifestaciones…)

## Cobertura

### Autonómicas
- Comunidad de Madrid en la actualidad emite 13 TV
- Cantabria
- La Rioja en la actualidad emite La 7 La Rioja
- Melilla
- Comunidad Valenciana en la actualidad emite La 8 Mediterráneo
- Región de Murcia
- Galicia Licencias TDT de carácter autonómico vendidas a Squirrel Media. En la actualidad emite BOM Cine.

### Locales o provinciales
- Canal Diocesano Córdoba
- Canal Diocesano Toledo
- Popular TV Melilla

## Medios afiliados a Popular TV
- Televisión
  - TRECE
  - La 8 Mediterráneo (Comunidad Valenciana)
  - Canal Diocesano-Popular TV (Provincia de Toledo)
  - TV Campo de Gibraltar (Campo de Gibraltar, en la actualidad emite Área TV Campo de Gibraltar)
  - Cantabria 7 Televisión (Cantabria)
  - Vatican Media
- Radio
  - COPE
  - Cadena 100
  - Radio María España
  - Rock FM
  - MegaStar FM
  - Radio Santa María (Provincia de Toledo)
  - Herri Irratia-Onda vasca (País Vasco y Navarra)
  - Radio Vaticano
  - Familia Mundial de Radio María
- Prensa:
  - ABC (periódico)
  - Semanario ALBA
  - Alfa y omega (todos los jueves de regalo con 'ABC')
  - Revista Ecclesia
  - L'Osservatore Romano
- Internet:
  - ForumLibertas.com
  - E-Cristians